# Velika župa Vrhbosna
Velika župa Vrhbosna bila je jedna od 22 velike župe na prostoru NDH. Sjedište joj je bilo u Sarajevu, a djelovala je od 21. lipnja 1941. do 8. svibnja 1945. Građansku upravu u župi vodio je veliki župan kao pouzdanik vlade kojeg je imenovao poglavnik. Za župana Velike župe Vrhbosne postavljen je Ismet-beg Gavran Kapetanović.  Uvođenjem redovne državne uprave prvi veliki župan postao je prvak Muslimanske organizacije iz Žepča i stari disident JMO-a prije 1929. Derviš Omerović.
Od studenoga 1943. do studenoga 1944. veliki župan bio je Muhamed Kulenović.
Velika župa Vrhbosna obuhvaćala je područje kotarskih oblasti:
- Čajniče
- Foča
- Rogatica
- Sarajevo
- Srebrenica (do 5. srpnja 1944., od tad u v. župi Usori-Solima)
- Višegrad
- Vlasenica  (do 5. srpnja 1944., od tad u v. župi Usori-Solima)
- Fojnica (od 5. srpnja 1944., dotad u v. župi Lašvi-Glažu)
- Visoko (od 5. srpnja 1944., dotad u v. župi Lašvi-Glažu)
- kotarska ispostava Prača (Trnovo) (prestala poslovati 28. prosinca 1943.)
- kotarska ispostava Goražde,
- kotarska ispostava Kalinovik,

i grad Sarajevo.
Preustrojem velikih župa u NDH Zakonskom odredbom o velikim župama od 5. srpnja 1944. priključeni su kotari Fojnica i Visoko iz ukinute v. župe Lašve-Glaža, a kotari Srebrenica i Vlasenica priključeni su v. župi Usori-Solima.